# Ilona Ostrowska
Ilona Ostrowska (Szczecin, 25 mei 1974) is een Poolse theater- en filmactrice. Ze studeerde in 1998 af aan de theater school in Wrocław.